# Número de Erdős

Se Maria colaborou com Paul Erdős num artigo e com João em outro, mas João nunca colaborou com o próprio Erdős, então João terá um número de Erdős 2.

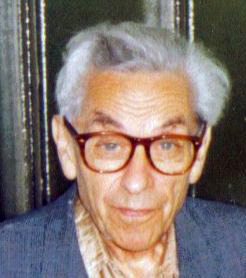
Paul Erdős

O Número de Erdős é uma homenagem prestada ao matemático húngaro Paul Erdős, que publicou, ao longo de sua vida, cerca de 1500 artigos sobre matemática, em colaboração com um total de 512 coautores.
Esse número é recursivamente calculado da seguinte maneira:
- Erdős possui o número de Erdős igual a 0.
- Um matemático M possui esse número igual à soma de 1 com o menor número de Erdős dos matemáticos que escreveram um artigo junto com M.

Dessa forma, existem 512 matemáticos com número de Erdős igual a 1, ou seja, que escreveram artigos em parceria com Erdős. Os matemáticos que escreveram artigos junto com estes possuem esse número igual a 2, os que escreveram artigos junto com estes últimos, igual a 3, e assim por diante.
Aquele(a) que nunca escreveu nenhum artigo com Erdős ou com algum matemático que tenha escrito com Erdős ou com um matemático que escreveu com outro que tenha escrito com Erdős, e assim sucessivamente, tem número de Erdős infinito.
Na prática, o Número de Erdős informa, para cada nó em um grafo, qual a quantidade mínima de conexões (ou arestas) necessárias para navegar de um nó (que, neste caso, representa um matemático) a outro nó específico (Erdős).